# Barrios de Itagüí

División política de Itagüí.

Itagüí está dividido en 6 Comunas urbanas, dentro de las comunas se ubican cada uno de los barrios; en total, la Ciudad cuenta con 71 barrios urbanos oficiales.
También cuenta con 8 veredas (La María, Los Olivares, Loma de los Zuleta, El Progreso, El Pedregal, Los Gómez, El Ajizal y El Porvenir), que en conjunto conforman el Corregimiento de Manzanillo; en Colombia los corregimientos son poblaciones que no alcanzan el carácter de municipio, por lo que su administración está supeditada a un municipio.

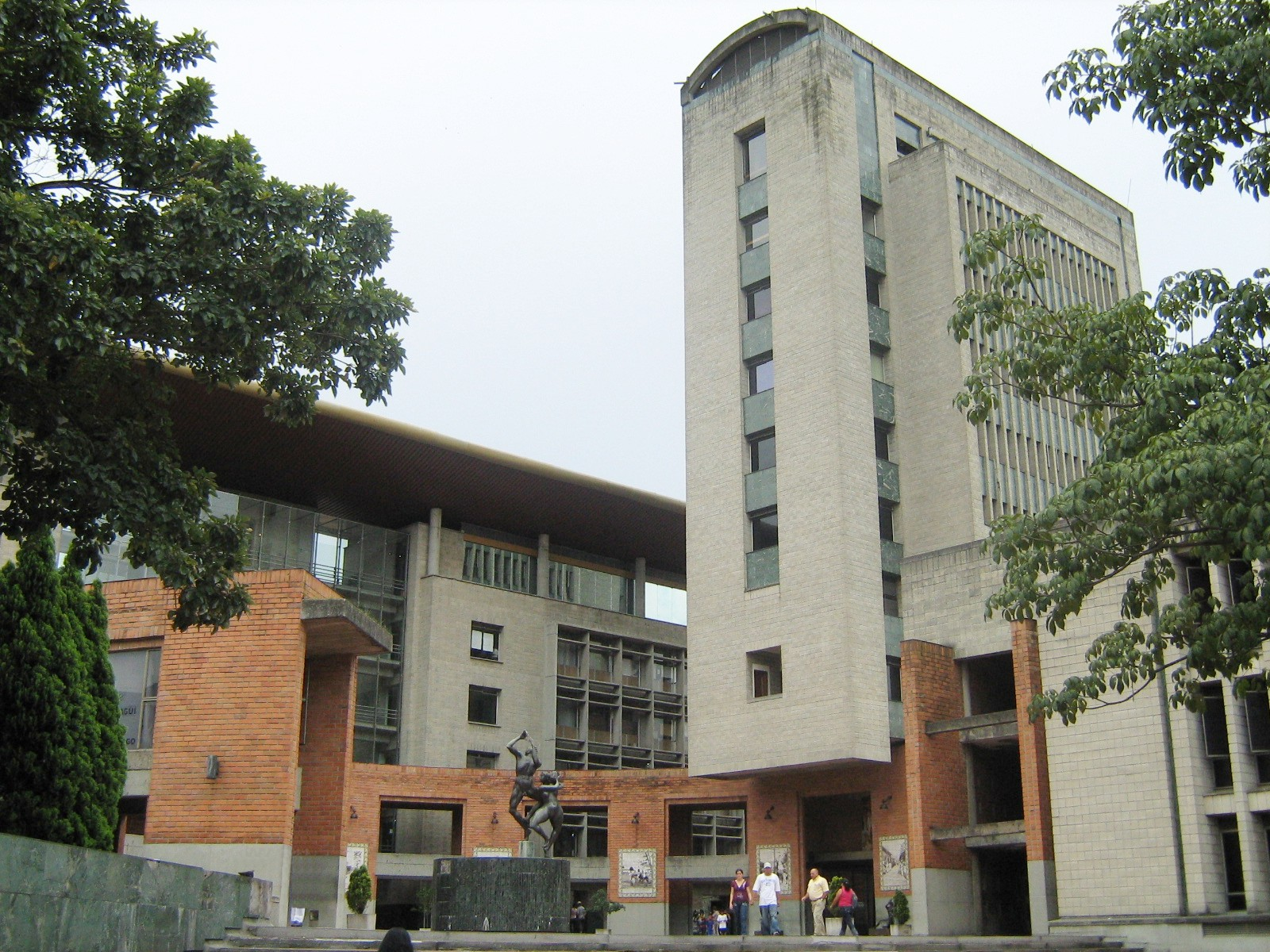
Centro Administrativo Municipal de Itagüí (CAMI)

Este barrio cuenta con una población de 12.216 habitantes. Ubicado en una zona industrial donde se puede encontrar el Centro Administrativo Municipal de Itagüí (CAMI) y el Hospital San Rafael. También están los parques Simón Bolívar y Obrero, la Biblioteca Diego Echavarría Misas y la Escuela de Arte Eladio Velez.
Ditaires, es un barrio que tiene una población de 11.810 habitantes, ubicado en una zona residencial, también con un importante espacio para el deporte, el entretenimiento y la cultura. En este barrio se puede encontrar el Estadio Metropolitano Ciudad de Itagüí, la Casa de la Cultura de Itagüí y el Coliseo de Itagüí. Santa María, tiene una población de 23.068 habitantes, ubicado en una zona comercial donde se puede encontrar el Centro de la Moda y la Central Mayorista.Los Naranjos, es un barrio de una población de 5.234 habitantes, ubicado en una zona industrial donde se puede encontrar el Colegio el Rosario y el área de importantes empresas Itagüiseñas.San José, tiene una población de 5.212 habitantes, ubicado en una zona urbana donde se puede encontrar la Iglesia Jesús Caído.

## El Ajizal
Este nombre se dio porque en la vereda había mucho ají pajarito, entonces los habitantes desde entonces la empezaron a llamar "El Ajizal". También como hoy en día se conoce la vuelta de la guitarra es porque los hijos de Don Juan tocaban la guitarra para atraer a las personas, desde entonces se conoce como "la vuelta de la guitarra". Los primeros habitantes de la vereda fueron la familia torres, desde allí se empezó a poblar el barrio.

## Loma Linda
Su población es de 1.410 habitantes, ubicado en una zona urbana donde se puede encontrar el Centro de educación técnica Sena.  
Simón Bolívar, es un barrio de 9.164 habitantes, ubicado en una zona urbana donde se puede encontrar el Parque del Artista. Samaria, tiene una población de 4.268 habitantes, está ubicado en una zona urbana donde se puede encontrar el Hospital del Sur. Playa Rica, su población es de 6.140 habitantes, ubicado en una zona industrial donde se puede encontrar el Asilo Hogar Maria Jornet. Balcones de Sevilla, es un barrio de 4.206 habitantes, ubicado en una zona urbana. San Francisco, su población es de 3.391 habitantes, ubicado en una zona urbana, cercano al barrio ditaires. 

## Santa Catalina
Su población es de 1.784 habitantes. Ubicado en una zona urbana. 
La María, este barrio tiene una población de 1.156 habitantes, es uno de los corregimientos de la Ciudad de Itagüí, cercano al Bosque municipal Pico Manzanillo (declarado reserva natural por acuerdo del concejo municipal). Terranova, su población es de 4.601 habitantes, ubicado en una zona industrial, cercano al barrio Loma Linda.Santa Cruz, su población es de 1.245 habitantes, ubicado en una zona industrial, donde se puede encontrar la Estación Itagüí del transporte masivo Metro y el área de importantes empresas Itagüiseñas.

## Resumen de barrios por comuna
| comunas               | Población |
| --------------------- | --------- |
| Santa Catalina        | 1784      |
| Samaria Robles de Sur | 1323      |
| La Finca              | 3487      |
| Yarumito              | 6106      |
| El Palmar             | 1889      |
| Santa Ana             | 1640      |
| Samaria Nº1           | 1323      |
| Las Margaritas        | 3186      |
| Malta                 | 368       |
| Monte Verde           | 4016      |
| Camparola             | 3845      |
| San Pio X             | 4858      |
| La Palma              | 4163      |
| Jardines Montesacro   | 410       |
| villa lucia           | 300       |

| Barrio          | Población |
| --------------- | --------- |
| Las Brisas      | 562       |
| Pilsen          | 1438      |
| San Javier      | 2352      |
| Villa Lia       | 2256      |
| 19 de Abril     | 4623      |
| San Gabriel     | 3190      |
| San Antonio     | 2910      |
| Triana          | 543       |
| Ditaires        | 11810     |
| San Francisco   | 3391      |
| Glorieta Pilsen | 638       |

| Barrio           | Población |
| ---------------- | --------- |
| Santa Maria Nº 1 | 3963      |
| Santa Maria Nº 2 | 21164     |
| Santa Maria Nº 3 | 23068     |
| La Esmeralda     | 3882      |
| Simón Bolivar    | 9164      |
| San Fernando     | 8383      |
| Entre colinas    | 3653      |

| Barrio                | Población |
| --------------------- | --------- |
| Las Acacias           | 902       |
| Las Américas          | 1163      |
| El Tablazo            | 7330      |
| Calatrava             | 8826      |
| Loma Linda            | 1410      |
| Terranova Nº 1 y Nº 2 | 4601      |
| La Aldea              | 9214      |
| Balcones de Sevilla   | 4206      |
| Total                 | 37.652    |

### Comuna 9
| Barrio               | Población |
| -------------------- | --------- |
| Fátima               | 4937      |
| El Rosario 1         | 9048      |
| La Unión             | 2060      |
| Santa María La Nueva | 3097      |
| Total                | 19.142    |

### Veredas
| Vereda             | Población |
| ------------------ | --------- |
| La María           | 1832>     |
| Los Olivares       | 2282      |
| Loma de los Zuleta | 2096      |
| El Progreso        | 2099      |
| El Pedregal        | 1015      |
| Los Gómez          | 3185      |
| El Ajizal          | 4047      |
| Porvenir           | 3659      |